# Ma femme, ma fille, deux bébés
Ma femme, ma fille, deux bébés est une série de téléfilms français diffusée entre 2010 et 2013 sur M6.

## Synopsis
Antoine et Emma sont les heureux parents de Chloé, une jeune fille de 16 ans. Leurs vies paisibles changent lorsque Emma et Chloé tombent enceintes en même temps.

## Distribution
- Pascal Légitimus : Antoine Legendre
- Philippine Leroy-Beaulieu : Emma Guivin
- Camille Constantin : Chloé Legendre
- Gauthier Battoue : Benjamin Marchant, petit-ami de Chloé
- Catherine Arditi : Alice Mathieu, mère d'Emma
- Patrick Préjean : Marc Guivin, père d'Emma
- Benjamin Bohem : Jules Marchant, frère de Benjamin
- Isabelle Habiague : Florence, mère de Jules et Benjamin

## Épisodes

### Première saison (2010)
1. Ma femme, ma fille, deux bébés

### Deuxième saison (2011-2013)
1. Chacun cherche sa place
2. Ma femme, ma fille, un déménagement
3. Ma femme, ma fille, deux mariages